# Gran Premi Demy-Cars
El Gran Premi Demy-Cars va ser una cursa ciclista d'un dia que es disputà entre 2001 i 2007 a Pétange (Luxemburg). L'edició del 2006 va formar part del calendari de l'UCI Europa Tour.

## Palmarès
| Any  | Vencedor          | Segon                 | Tercer            |
| ---- | ----------------- | --------------------- | ----------------- |
| 2001 | Vincenzo Centrone | Krzysztof Mermer      | Pascal Triebel    |
| 2002 | Mathieu Sprick    | Roman Burkard         | Olegs Melehs      |
| 2003 | Maint Berkenbosch | Kurt Van Goidsenhoven | Vincenzo Centrone |
| 2004 | Renaud Boxus      | Matti Breschel        | Fredrik Johansson |
| 2005 | Maint Berkenbosch | Arjen De Baat         | Michael Tronborg  |
| 2006 | Fredrik Johansson | Dan Craven            | René Joergensen   |
| 2007 | Søren Nissen      | Lionel Syne           | Kasper Eibye      |